# Número EC
Los números EC (del inglés, Enzyme Commission numbers) son un sistema de clasificación numérica para las enzimas, basado en las reacciones químicas que catalizan.Cada número EC está asociado a un nombre recomendado para el correspondiente tipo de reacción. 
Debido al hecho de que los números EC codifican reacciones, pero no las propias enzimas, puede suceder que enzimas diferentes (por ejemplo, que procedan de organismos diferentes) catalicen la misma reacción. En este caso, recibirán el mismo número EC. Además, diferentes proteínas, a través de evolución convergente, pueden catalizar reacciones idénticas. Estas enzimas son a veces denominadas enzimas iso-funcionales no homólogas, y reciben también el mismo número EC. Alternativamente, los identificadores de la base de datos UniProt se asignan de manera única a cada proteína en función de su secuencia de aminoácidos.

## Formato
Cada código de enzimas consiste en las dos letras EC seguidas por 4 números separados por puntos. Estos números representan una clasificación progresivamente más específica.
Por ejemplo, la enzima tripéptido aminopeptidasa tiene el código EC 3.4.11.4, construido así:
- 3 por hidrolasa (enzima que usa el agua para catalizar algunas reacciones).
- 3.4 por hidrolasa, que actúa sobre los enlaces peptídicos.
- 3.4.11 por aquellas que actúan sobre el terminal amino de aminoácido de un polipéptido.
- 3.4.11.4 por aquellas que actúan sobre el terminal amino final de un tripéptido.

Otro ejemplo, la pepsina A tiene un código 3.4.23.1 construido así:
- 3 por hidrolasa (enzima que usa el agua para catalizar algunas reacciones).
- 3.4 por hidrolasa, que actúa sobre los enlaces peptídicos.
- 3.4.23 porque tiene preferencia por aminoácidos hidrofobicos.
- 3.4.23.1 número asignado a cada enzima

## Principales clases EC
| Grupo                 | Reacción catalizada                                                                                                  | Reacción típica                                       | Ejemplo de enzima                    | Refs.  |
| --------------------- | --- | ----------------------------------------------------- | ------------------------------------ | ------ |
| EC 1 Oxidorreductasas | Reacciones de oxidación/reducción y de transferencia de átomos de H, O o electrones desde una substancia a otra.     | AH + B → A + BH (reducido) A + O → AO (oxidado)       | Piruvato deshidrogenasa (EC 1.2.4.1) | [ 6 ]  |
| EC 2 Transferasas     | Transferencia de un grupo funcional desde una substancia a otra. El grupo puede ser metil-, acil-, amino- o fosfato. | AB + C → A + BC                                       | Timidina quinasa (EC 2.7.1.21)       | [ 7 ]  |
| EC 3 Hidrolasas       | Formación dos productos de un substrato por hidrólisis.                                                              | AB + H2O → AOH + BH                                   | α-Amilasa (EC 3.2.1.1)               | [ 8 ]  |
| EC 4 Liasas           | Adición o eliminación no hidrolítica de grupos de los substratos. Pueden romper los enlaces C-C, C-N, C-O o C-S.     | RCOCOOH → RCOH + CO2                                  | RuBisCo (EC 4.1.1.39)                | [ 9 ]  |
| EC 5 Isomerasas       | Isomerización de una molécula.                                                                                       | AB → BA                                               | Topoisomerasa tipo II (EC 5.6.2.2)   | [ 10 ] |
| EC 6 Ligasas          | Unión de dos moléculas por síntesis de nuevos enlaces C-O, C-S, C-N o C-C con la rotura simultánea de ATP.           | X + Y+ ATP → XY + ADP + Pi                            | Glutamina sintetasa (EC 6.3.1.2)     | [ 11 ] |
| EC 7 Translocasas     | Catalizar el movimiento de iones o moléculas a través de las membranas o su separación dentro de las membranas.      | ATP + H2O + H+[side 1] = ADP + phosphate + H+[side 2] | ATP sintasa (EC 7.1.2.2)             | [ 13 ] |